# Corsavy
Corsavy – miejscowość i gmina we Francji, w regionie Oksytania, w departamencie Pireneje Wschodnie.
Według danych na rok 1990 gminę zamieszkiwały 194 osoby, a gęstość zaludnienia wynosiła 4 osoby/km² (wśród 1545 gmin Langwedocji-Roussillon Corsavy plasuje się na 715. miejscu pod względem liczby ludności, natomiast pod względem powierzchni na miejscu 65.). 

## Zabytki
Zabytki na terenie gminy posiadające status monument historique:
- kościół św. Marcina (Église Saint-Martin de Corsavy)

## Populacja

Populacja Corsavy w latach 1962–2008